# Городжев
Городжев (укр. Городжів) — село в Добросинско-Магеровской сельской общине Львовского района Львовской области Украины.
Население по переписи 2001 года составляло 1054 человека. Занимает площадь 24,1 км². Почтовый индекс — 80335. Телефонный код — 3252.